# Coupe d'Europe des vainqueurs de coupe féminine de handball 1993-1994
Navigation
Coupe des coupes 1992-1993 Coupe des coupes 1994-1995
La Coupe d'Europe des vainqueurs de coupe féminine de handball 1993-1994 est la 18e édition de la Coupe d'Europe des vainqueurs de coupe féminine de handball, compétition de handball créée en 1976 et organisée par l'EHF.

## Formule
La Coupe des Vainqueurs de Coupe est également appelée C2. Il est d’usage que les vainqueurs des coupes nationales respectives y participent.L’ensemble des rencontres se dispute en matches aller-retour, y compris la finale. 

## Résultats

### Demi-finales
| Date Aller    | Club            | Aller   | Total   | Retour  | Club                  | Date Retour   |
| ------------- | --------------- | ------- | ------- | ------- | --------------------- | ------------- |
| 10 avril 1994 | Silcotex Zalau  | 18 - 17 | 31 - 40 | 13 - 23 | Spectrum FTC Budapest | 17 avril 1994 |
| 9 avril 1994  | TuS Walle Brême | 25 - 19 | 50 - 41 | 25 - 22 | Rostselmash Rostov    | 10 avril 1994 |

### Finale
| Date Aller    | Club                  | Aller   | Total   | Retour  | Club            | Date Retour |
| ------------- | --------------------- | ------- | ------- | ------- | --------------- | ----------- |
| 29 avril 1994 | Spectrum FTC Budapest | 23 - 21 | 44 - 45 | 21 - 24 | TuS Walle Brême | 6 mai 1994  |

## Les championnes d'Europe
| Championne d'Europe des vainqueurs de coupe 1993-1994 TuS Walle Brême 1er titre |